# Skeid Fotball

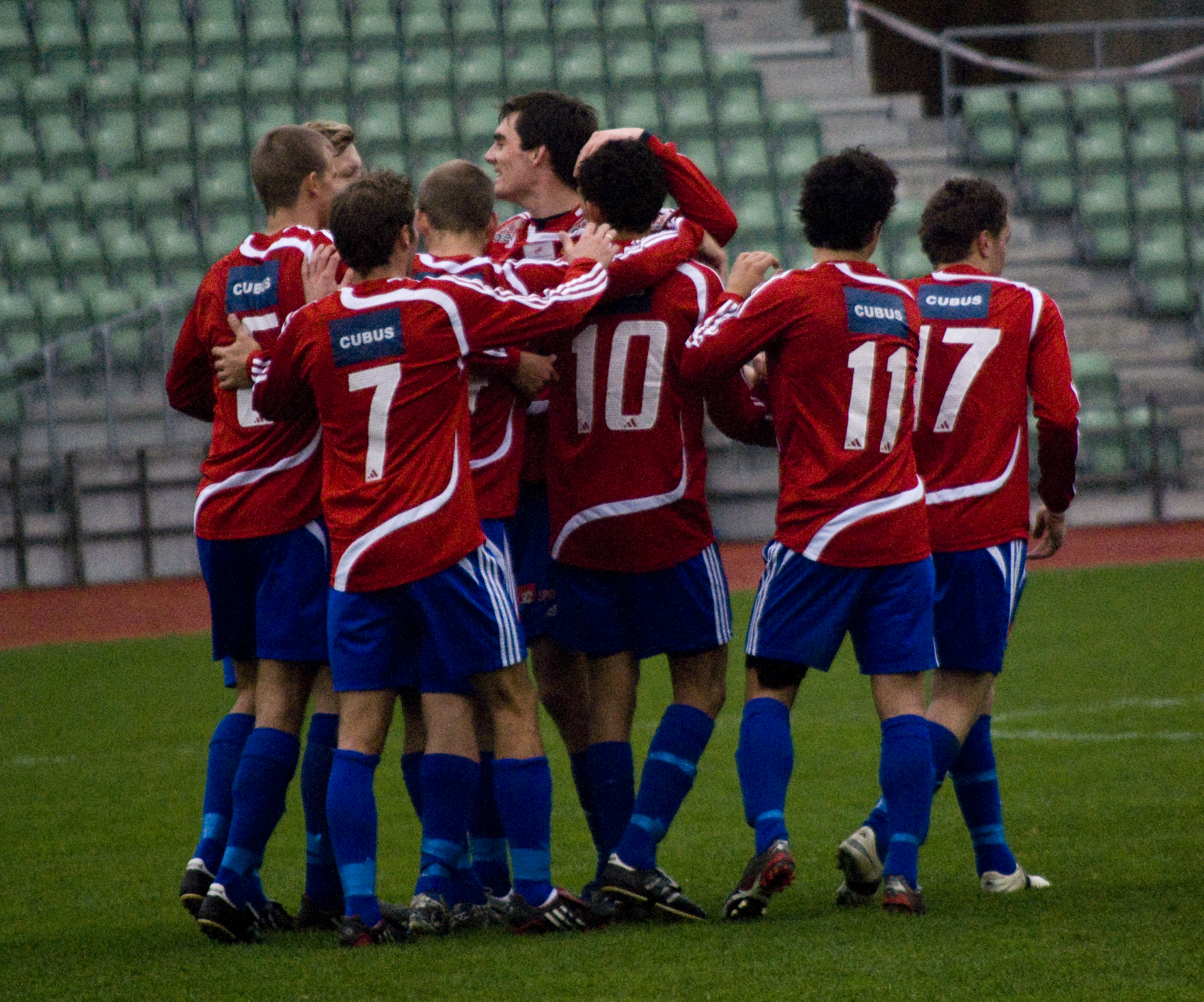
Hráči Skeid v tradičních červeno-modrých dresech

Skeid Fotball je norský fotbalový klub z norského hlavního města Oslo (bývá tudíž také často označován jako Skeid Oslo). Založen byl 1. ledna 1915. Svá domácí utkání hraje na stadionu Bislett. Tradičně nastupuje v červených tílkách a modrých trenýrkách. Nejvyšší norskou ligovou soutěž hrál klub v letech 1938–1970, 1972–1975, 1978–1980, 1996–1997 a roku 1999. Jednou ve své historii norskou ligu vyhrál, roku 1966. V letech 1947, 1954, 1955, 1956, 1958, 1963, 1965 a 1974 získal norský pohár. 5x startoval v evropských pohárech, pokaždé ovšem vypadl hned v 1. kole – v sezóně 1964-65 v Poháru vítězů pohárů s finským Valkeakosken Haka, v sezóně 1966-67 ve stejném poháru s Realem Zaragoza, v sezónně 1967-68 v Poháru mistrů evropských zemí s českým mistrem Spartou, v sezóně 1975-76 v Poháru vítězů s polským týmem Stal Rzeszów a v sezóně 1979–80 v Poháru UEFA s Ipswich Town FC.